# .bb
.bb este un domeniu de internet de nivel superior, pentru Barbados (ccTLD).